# Борко Стефановић
Борислав Стефановић (Нови Сад, 5. фебруар 1974) српски је политичар. Обавља функцију заменика председника Странке слободе и правде. Био је један од представника Србије у дијалогу Београда и Приштине. Био је политички директор Министарства спољних послова и бивши шеф кабинета министра спољних послова Вука Јеремића.

## Биографија
Рођен је у Новом Саду, детињство је провео у насељу Лиман. Завршио је гимназију у Сремским Карловцима, након чега уписује Правни факултет. Био је члан новосадског панк-рок бенда Генерација без будућности, у којем је свирао бас-гитару. Прво запослење му је било као адвокатски приправник.

### Политичка каријера
После петооктобарских промена и смене Слободана Милошевића пријавио се 2001. на јавни конкурс у Министарство иностраних послова СР Југославије. Године 2003. Министарство иностраних послова га је послало на рад у амбасаду Државне заједнице Србије и Црне Горе у Вашингтону у којој је амбасадор тада био Иван Вујачић. Стефановићев посао је био лобирање у Америчком Конгресу, где је успешно створио темеље српског кокуса на Капитол хилу. Због успешног рада, унапређен је на место заменика амбасадора. Маја 2007. за министара спољних послова Србије био је изабран Вук Јеремић који га је позвао у Београд и поставио за шефа свог кабинета, као и политичког директора у свом министарству.
Након идеолошких размимоилажења, иступио је из Демократске странке 10. децембра 2015. године. Недуго затим основао је Покрет Левица Србије, чији је постао први председник. Покрет се кандидовао за републичке и локалне изборе 2016. године.
У априлу 2016. године променио је име у Борко из Борислав јер РИК није хтео да прихвати листу Левице Србије.
У априлу 2019. постао је потпредседник новоформиране Странке слободе и правде.

### Физички напад у Крушевцу
Дана 23. новембра 2018. године, Стефановић и неколицина других чланова Левице Србије су физички нападнути пре трибине Савеза за Србију (чији је део и Левица Србије) у Крушевцу. Стефановић је ударен металном шипком у потиљак и разбијена му је глава. Поред Стефановића, тешко је повређен и његов страначки колега, Бобан Јовановић (коме су избијени зуби), док је повреде задобио и трећи члан Левице Србије, Марко Димић. После медицинског третмана, Стефановић се са завојем на глави појавио наредног дана на конференцији за новинаре целокупне опозиције (сазване поводом тог инцидента), те је за напад оптужио Српску напредну странку и Александра Вучића. Овај инцидент је представљао директан повод за избијање протеста „Стоп крвавим кошуљама”.